# Eugène Bourgeau
Eugene Bourgeau ( 1813 - 1877 ) nació en Brizon en el Departamento de Altos Alpes en Francia. Anteriormente había sido un explorador colector botánico en España, África del Norte y las Islas Canarias antes de unirse a los británicos de América del Norte en la expedición de Exploración del oeste de Canadá desde 1857 a 1860.
- La abreviatura «Bourg.» se emplea para indicar a Eugène Bourgeau como autoridad en la descripción y clasificación científica de los vegetales.[2]